# Touch Pancharong
Touch Pancharong (sinh ngày 5 tháng 3 năm 1990, ở Koh Kong, Campuchia) là một cầu thủ bóng đá người Campuchia thi đấu cho Boeung Ket Angkor ở Giải bóng đá vô địch quốc gia Campuchia.
Anh từng đại diện Campuchia ở cấp độ quốc tế.

## Danh hiệu

### Câu lạc bộ
Phnom Penh Crown
- Giải bóng đá vô địch quốc gia Campuchia: 2010

Boeung Ket Angkor
- Giải bóng đá vô địch quốc gia Campuchia: 2012.2016.2017
- Mekong Club Championship 2015: Á quân